# NGC 1297
NGC 1297 ist eine Linsenförmige Galaxie vom Hubble-Typ SB0 im Sternbild Eridanus am Südsternhimmel. Sie ist schätzungsweise 68 Millionen Lichtjahre von der Milchstraße entfernt und hat einen Durchmesser von etwa 50.000 Lichtjahren. Die Galaxie ist Mitglied des Eridanus-Galaxienhaufens.
Im selben Himmelsareal befinden sich u. a. die Galaxien NGC 1300 und NGC 1301.
Das Objekt wurde im Februar 1885 von dem US-amerikanischen Astronomen Edward Emerson Barnard entdeckt.